# Hosadurga, Kanakapura
Hosadurga là một làng thuộc tehsil Kanakapura, huyện Ramanagara, bang Karnataka, Ấn Độ.